# Lepidoblepharis xanthostigma
Lepidoblepharis xanthostigma är en ödleart som beskrevs av  Noble 1916. Lepidoblepharis xanthostigma ingår i släktet Lepidoblepharis och familjen geckoödlor. IUCN kategoriserar arten globalt som livskraftig. Inga underarter finns listade i Catalogue of Life.